# Ben Cline

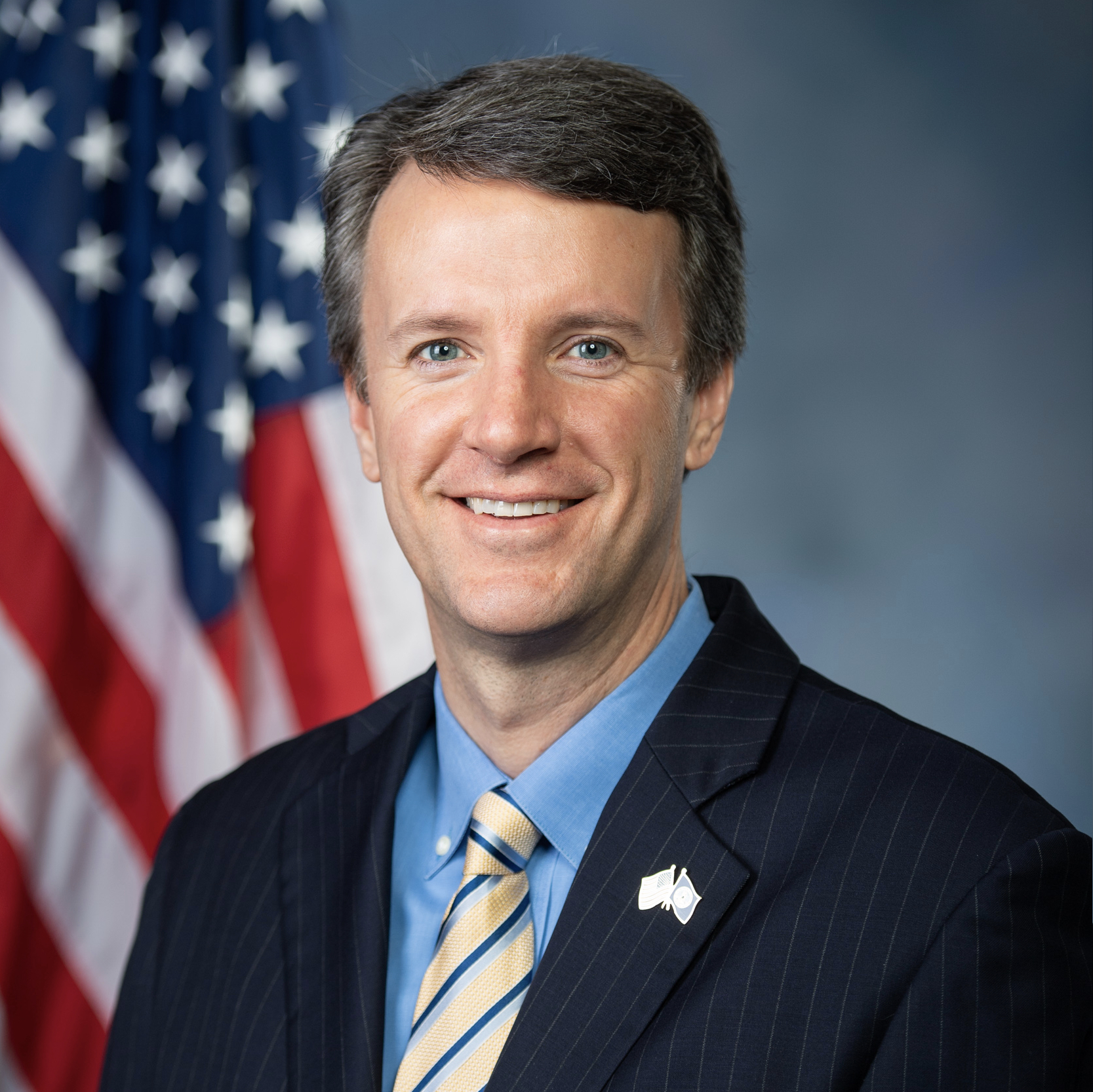
Ben Cline (2019)

Benjamin Lee „Ben“ Cline (* 29. Februar 1972 in Stillwater, Payne County, Oklahoma) ist ein US-amerikanischer Politiker der Republikanischen Partei. Seit Januar 2019 vertritt er den sechsten Distrikt des Bundesstaats Virginia im Repräsentantenhaus der Vereinigten Staaten. Zuvor war er von 2002 bis 2018 Mitglied des Abgeordnetenhauses von Virginia gewesen.

## Leben
Cline wurde in Oklahoma geboren und wuchs im Rockbridge County in Virginia auf. Nach seinem Abschluss an der Rockbridge County High School 1990 studierte er an der Privatuniversität Bates College bis 1994 und schloss mit dem Bachelor of Arts ab. 2007 erhielt er nach einem Studium an der University of Richmond School of Law den Juris Doctor (J.D.). Er war im Repräsentantenhaus der Vereinigten Staaten als Stabschef für den Abgeordneten Bob Goodlatte tätig. Von 2002 bis 2007 arbeitete er im Marketing. Von 2007 bis 2013 war er als Assistent des Staatsanwalts des Rockingham County und der Stadt Harrisonburg tätig.
Cline lebt mit seiner Frau Elizabeth im Botetourt County. Das Paar hat zwei gemeinsame Kinder.

## Politische Karriere

### Bundesstaat Virginia

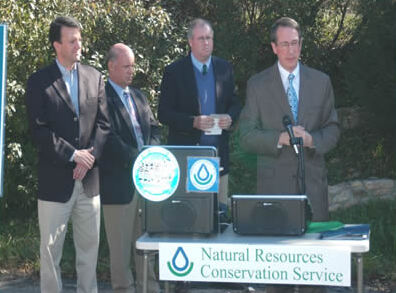
Ben Cline mit Bob Goodlatte (Oktober 2005)

Im Jahr 2002 trat der damalige Abgeordnete für den 24. Distrikt im Abgeordnetenhaus von Virginia, Vance Wilkins, nach Vorwürfen der sexuellen Belästigung zurück. In der folgenden Nachwahl setzte sich Cline mit 57,4 Prozent der Stimmen gegen Mimi Elrod von den Demokraten durch. Er verteidigte dieses Mandat bis 2018.

### US-Repräsentantenhaus
Im November 2017 kündigte Cline an, dass er 2018 für den sechsten Sitzes des Bundesstaates Virginia im Repräsentantenhaus der Vereinigten Staaten kandidieren werde, um diesen vom bisherigen Amtsinhaber Bob Goodlatte zu übernehmen, der 2018 nicht mehr antrat. Er gewann die Wahl 2018 mit rund 60 % der Stimmen gegen die Demokratin Jennifer Lewis. 2020 besiegte er seinen demokratischen Herausforderer Nicholas Betts mit fast 65 % noch deutlicher.
Die Primary (Vorwahl) seiner Partei für die Wahlen 2022 am 21. Juni gewann er mit über 82 % klar. Er trat am 8. November 2022 erneut gegen Jennifer Lewis von der Demokratischen Partei an, die er im Jahr 2018 bereits besiegt hatte. Er gewann erneut mit 64,7 % der Stimmen. Bei der Kongresswahl 2024 fielen sowohl bei den Republikanern wie auch den Demokraten in Ermangelung von Gegenkandidaten die Vorwahlen aus. Im November traf Cline in der Wahl zum 119. Kongress auf den Demokraten Ken Mitchell und bezwang ihn mit 63,1 %.
Ben Cline ist dadurch im Repräsentantenhaus des 119. Kongresses vertreten, die Legislaturperiode läuft bis zum 3. Januar 2027.

#### Ausschüsse
Er ist aktuell Mitglied in folgenden Ausschüssen des Repräsentantenhauses:
- Committee on Appropriations
  - Agriculture, Rural Development, Food and Drug Administration, and Related Agencies
  - Commerce, Justice, Science, and Related Agencies
  - Transportation, Housing and Urban Development, and Related Agencies
- Committee on the Budget
- Committee on the Judiciary
  - Courts, Intellectual Property, and the Internet
  - Responsiveness and Accountability to Oversight
  - The Administrative State, Regulatory Reform, and Antitrust

#### Kontroverse
Cline gehörte zu den Mitgliedern des Repräsentantenhauses, die bei der Auszählung der Wahlmännerstimmen bei der Präsidentschaftswahl 2020 für die Anfechtung des Wahlergebnis stimmten. Präsident Trump hatte wiederholt propagiert, dass es umfangreichen Wahlbetrug gegeben hätte, so dass er sich als Sieger der Wahl sah. Für diese Behauptungen wurden keinerlei glaubhafte Beweise eingebracht. Der Supreme Court wies eine entsprechende Klage mit großer Mehrheit ab, wobei sich auch alle drei von Trump nominierten Richter gegen die Klage stellten.